# Ронко-алл-Адідже
Ронко-алл-Адідже (італ. Ronco all'Adige, вен. Ronco a l'Adexe) — муніципалітет в Італії, у регіоні Венето, провінція Верона.
Ронко-алл-Адідже розташоване на відстані близько 400 км на північ від Рима, 90 км на захід від Венеції, 23 км на південний схід від Верони.
Населення — 6089 осіб (2014).
Щорічний фестиваль відбувається 8 вересня.

## Демографія
Населення за роками:

Станом на 1 січня 2023 року в муніципалітеті офіційно проживали 722 іноземці з 38 країн, серед них 241 громадянин країн Євросоюзу та 5 громадян України.

## Сусідні муніципалітети
- Альбаредо-д'Адідже
- Бельфьоре
- Ізола-Рицца
- Оппеано
- Палу
- Роверк'яра
- Дзевіо